# بند ميان (فراغة)
بند ميان (بالفارسية: بندمیان) هي قرية تقع في إيران في قسم فراغة الريفي. يقدر عدد سكانها بـ 37 نسمة بحسب إحصاء 2016.